# 天の川

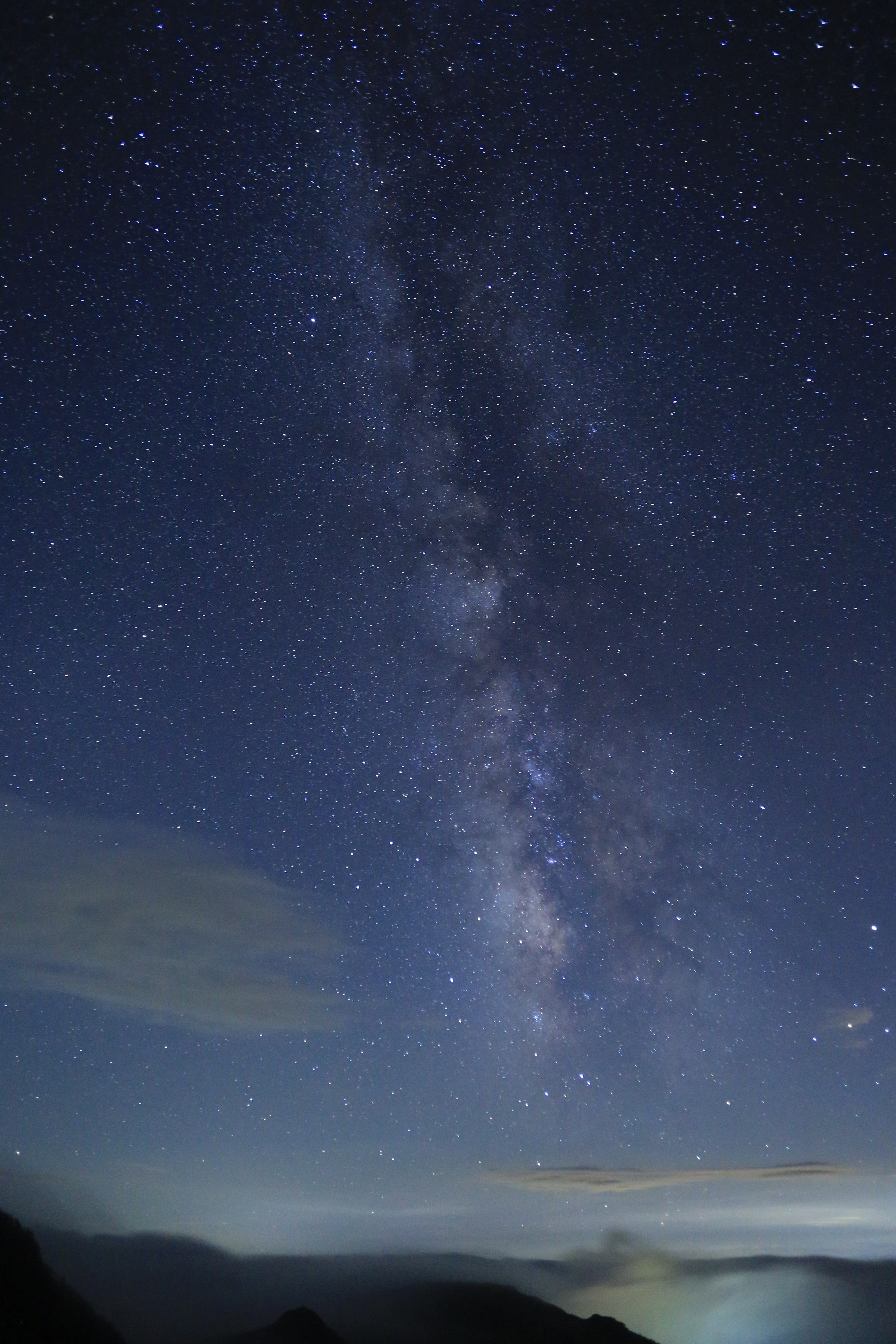
志賀高原横手山頂ヒュッテから撮影された夏の天の川

天の川（あまのがわ、英: Milky Way）は、地上から観察される銀河系の姿である。天の河とも書かれる。肉眼では銀河系に属する恒星のほとんどは遠すぎて星として見分けることができないため、夜空を横切るように存在する雲状の光の帯として見える。
東アジアの神話では夜空の光の帯を、川（河）と見ている（→#東アジアの神話）。一方、ギリシャ神話では、これを乳と見ている。それが継承され英語圏でもミルキーウェイ (Milky Way) と言うようになった。（→#ギリシャ神話）
この光の帯は天球を一周しており、恒星とともに日周運動を行っている。
日本では、夏と冬に天の川が南北に頭の上を越える位置に来る。これをまたいで夏には夏の大三角が、冬には冬の大三角が見える。他の星も天の川の周辺に多いので、夏と冬の夜空はにぎやかになる。
現在では「天の川」や「Milky Way」という言葉で、天球上の（視覚的な）帯だけでなく、地球を含む星の集団、つまり天の川銀河を指すこともある。（→#天文学における天の川 ）

## 東アジアの神話
中国・日本など東アジア地域に伝わる七夕伝説では、織女星と牽牛星を隔てて会えなくしている川が天の川である。二人は互いに恋しあっていたが、天帝に見咎められ、年に一度、七月七日の日のみ、天の川を渡って会うことになった。（詳細は七夕の項目で参照可。）
空が澄み明瞭に見えることが多い沖縄県の琉球語首里方言では「天河原」（てぃんがーら）と称される。

## ギリシャ神話
ギリシャ語では夜空の光の帯を「γαλαξίας (galaxias)」もしくは「kyklos galaktikos」と言う。kyklos galaktikos は「乳の環」という意味。
それにまつわるギリシャ神話を紹介する。
英語での名称「Milky Way」もこの神話にちなむ。

## 天文学における天の川
天の川について、古代ギリシャのデモクリトスは遠方にある星だと述べたが、アリストテレスは大気上層部の現象だと考えた。これに対しては6世紀のヨハネス・ピロポノスなどから「気象現象にしては形が一定すぎるうえに視差（場所による見える角度のずれ）もない」といった反論があったが、データに基づいた緻密な検討はなかった。10～11世紀のイスラム圏の学者イブン・ハイサムは、プトレマイオスと自らの観測データを併せて用い、天の川の視差を検討し、月よりも（おそらくは非常に）遠くにある現象だとしている。
1610年にガリレオ・ガリレイが光学望遠鏡を用いて、天の川は無数の星の集まりだと確認した。以後、天文学の進展とともに、「天の川」ないし「Milky Way」の実体は膨大な数の恒星の集団であると次第に理解されるようになった。
現在では、我々の地球を含む太陽系は、数ある銀河のひとつ（=「天の川銀河」）の中に位置しており、我々はこの銀河を内側から見ているために天の川が天球上の帯として見える、と解説される。
天の川銀河の中心はいて座の方向にある。なお、天の川のあちこちに中州のように暗い部分があるのは、星がないのではなく、暗黒星雲があって、その向こうの星を隠しているためである。この黒い中州をインカの人々はカエルやヘビなどの動物に見立てていた。

### 天の川と領域が重なる主な星座
いて座、さそり座、みなみのかんむり座、さいだん座、じょうぎ座、みなみのさんかく座、おおかみ座、コンパス座、ケンタウルス座、はえ座、みなみじゅうじ座、りゅうこつ座、ほ座、とも座、らしんばん座、こいぬ座、おおいぬ座、いっかくじゅう座、オリオン座、ふたご座、おうし座、ぎょしゃ座、ペルセウス座、カシオペヤ座、ケフェウス座、とかげ座、はくちょう座、こぎつね座、や座、わし座、いるか座、へびつかい座、へび座（尾部）、たて座、とびうお座、ふうちょう座、カメレオン座

### 名称の指し示す対象の変化
星の巨大集団の学術的な呼称としては、ギリシャ語系の表現「galaxy」があてられた。この地球を含む星の集団は「the Galaxy」と、大文字で区別して（つまり固有名詞として）表現されることになった。
日本語では「天河」「天漢」「銀河」「銀漢」という言葉がありこの中から「銀河」が選ばれそれにあてられた。これらの言葉も、「天の川」同様に、本来視覚的にとらえた天球上の光の帯を（メタファーで）指す言葉であるが、学術用語としては「銀河」が使われ、のちに銀河が星の巨大集団であることが判明するとそれら全般を表す言葉として使われるようになった。それとともに「銀河」は天球の光の帯の意味で用いられることは少なくなったが「天河」「天漢」「銀漢」はいまだなお「天の川」（あまのがわ）の漢語表現として残っている。
地球を含む星の巨大集団は特に区別して、「銀河系」と呼ぶ。
現在、英語の「Milky Way」も日本語の「天の川」も、文脈によって天球上の光の帯を指すこともあれば、天体としての「天の川銀河」を指すこともある。

## 天の川を見る方法
天の川の光は淡いため、月明かりや、人工光による光害の影響がある場合は視認が難しい。日本では、1970年代以降（高度成長期の終了以降）、天の川を見ることができる場所は少なくなってしまった。日本人の70%が光害のせいで天の川を見る事ができない。
天の川を見るには、月明かりの無い晴れた夜に、都市から離れたなるべく標高の高い場所に行くと良い。
天の川は一年中見ることができるが、天の川銀河の中心方向がいて座にあるため、いて座の方向の天の川は比較的光が強く確認し易い。反対方向の天の川は淡く確認が難しい。北半球では、いて座は夏の星座であり、夏の天の川が濃く、冬の天の川が薄く見える。

### 天の川による影
光害がなく透明度の高い夜空が見えるオーストラリアの砂漠では、天の川の光で地面に自分の影ができる。なお、地球上の物体に影を生じさせる天体は、太陽、月、金星、天の川、火球（流星）の5つのみである。

## 文化
- 『西遊記』の猪八戒は、玉帝より天蓬元帥職を任され、天の川の管理をしていたことになっている。
- 日本では『万葉集』において、大伴家持の歌に、天漢（あまのがわ）[11]、柿本人麻呂の歌に水無し川[12]とも記されている。
- 岡山県美作市では、「天の川火祭り」が、毎年開催される。迫力の手筒花火、優雅な天文字焼きが行われる。
- 初秋の季語とされる[13]。